# 埃伦代尔 (特拉华州)
埃伦代尔（英語：Ellendale），是美国特拉华州苏塞克斯县（Sussex）下属的一座城镇，面积为1.10平方公里，均为陆地。2011年的数据显示该地有人口386人。论人口在本州排行第39。